# Liotyphlops
Liotyphlops is een geslacht van slangen uit de familie Anomalepididae.

## Naam en indeling
De wetenschappelijke naam van de groep werd voor het eerst voorgesteld door Peters in 1881. Er zijn twaalf soorten, inclusief de pas in 2018 beschreven soorten Liotyphlops sousai en Liotyphlops taylori. De slangen werden eerder aan andere geslachten toegekend, zoals Rhinotyphlops, Typhlops en Helminthophis.

## Uiterlijke kenmerken
De slangen bereiken een lichaamslengte tot ongeveer 25 centimeter. De kop is niet goed te onderscheiden van het lichaam door het ontbreken van een duidelijke insnoering. De ogen zijn sterk gedegenereerd en de slangen zijn zo goed als blind. Aan de bovenzijde van de kop zijn geen veelhoekige schubben aanwezig wat een onderscheid is met gelijkende soorten. De slangen hebben 22 tot 28 rijen schubben in de lengte op het midden van het lichaam, de staartpunt eindigt in een scherpe stekel.

## Levenswijze
De slangen leven op de bodem in de strooisellaag en graven zich in op zoek naar prooidieren. De vrouwtjes zetten eieren af op de bodem.

## Verspreiding en habitat
De slangen komen voor in delen van Zuid- en Midden-Amerika en leven in de landen Brazilië, Argentinië, Paraguay, Uruguay, Suriname, Colombia, Costa Rica, Panama, Venezuela en Ecuador. Zes soorten komen endemisch voor in Brazilië. De habitat bestaat uit vochtige tropische en subtropische laaglandbossen, tropische en subtropische droge bossen, vochtige en droge savannen, graslanden en scrublands. Ook in door de mens aangepaste streken zoals stedelijke gebieden, landelijke tuinen en weilanden kunnen de dieren worden aangetroffen.

## Beschermingsstatus
Door de internationale natuurbeschermingsorganisatie IUCN is aan tien soorten een beschermingsstatus toegewezen. Vijf soorten worden beschouwd als 'veilig' (Least Concern of LC) en vijf soorten als 'onzeker' (Data Deficient of DD).

## Soorten
Het geslacht omvat de volgende soorten, met de auteur en het verspreidingsgebied.
| Naam                    | Auteur                                   | Verspreidingsgebied                               |
| ----------------------- | ---------------------------------------- | ------------------------------------------------- |
| Liotyphlops albirostris | Peters, 1857                             | Costa Rica, Panama, Colombia, Venezuela, Ecuador  |
| Liotyphlops anops       | Cope, 1899                               | Colombia                                          |
| Liotyphlops argaleus    | Dixon & Kofron, 1984                     | Colombia                                          |
| Liotyphlops beui        | Amaral, 1924                             | Brazilië, Paraguay                                |
| Liotyphlops caissara    | Centeno, Sawaya & Germano, 2010          | Brazilië                                          |
| Liotyphlops haadi       | Silva Haad, Franco & Maldonado, 2008     | Colombia                                          |
| Liotyphlops schubarti   | Vanzolini, 1948                          | Brazilië                                          |
| Liotyphlops sousai      | Marra-Santos & Reis, 2018                | Brazilië                                          |
| Liotyphlops taylori     | Marra-Santos & Reis, 2018                | Brazilië                                          |
| Liotyphlops ternetzii   | Boulenger, 1896                          | Brazilië, Argentinië, Paraguay, Uruguay, Suriname |
| Liotyphlops trefauti    | Freire, Caramaschi & Suzart Argôlo, 2007 | Brazilië                                          |
| Liotyphlops wilderi     | Garman, 1883                             | Brazilië                                          |